# Brugge
|  | For den tyske by med samme navn, se Brügge (Holstein) |
Brugge (nederlandsk udtale [ˈbrʏɣ̟ə], dansk/tysk: Brügge, engelsk og fransk: Bruges) er hovedbyen i Vestflandern i Belgien tæt ved grænsen til Holland. Brugge har 118.509(2022) indbyggere. Kommunen har et stykke af Belgiens  kyststrækning ud til Nordsøen (se kort i infoboksen).
Byens historie går til Romerriget. Navnet Brugge begyndte at ses i dokumenter og på mønter i 800-tallet. I højmiddelalderen blev byen et centrum for klædehandel med England som hovedleverandør af uld. I 1200-tallet var Brugge en del af Hansaen og er sammen med Novgorod, Bergen og London de fire vigtigste handelsbyer i Europa. Den middelalderlige velstand resulterede i et omfattende byggeri i sten, der i vid udstrækning er bevaret. 
Senere sandede Brugges adgang til havet til, og byen stagnerede som beskrevet i Holger Drachmanns Ostende - Brügge.

## Seværdigheder
- Den historiske midtby med  Grote Markt i Brugge, der blev indskrevet på UNESCOs Verdensarvsliste i 2000.
- Europakollegiet

## Galleri
- Beffroi
- Brugges rådhus
- En af kanalerne
- Koncerthuset

## Ekstern henvisning
- Wikimedia Commons har flere filer relateret til Brugge
- Brugge – Officiel hjemmeside